# Sansahuari
Sansahuari ist eine Ortschaft und eine Parroquia rural („ländliches Kirchspiel“) im Kanton Putumayo der ecuadorianischen Provinz Sucumbíos. Die Parroquia besitzt eine Fläche von etwa 499 km². Die Einwohnerzahl wurde im Jahr 2020 auf 3370 geschätzt. 

## Lage
Die Parroquia Sansahuari liegt im Amazonastiefland im Nordosten von Ecuador. Im Süden wird das Verwaltungsgebiet vom Río Cuyabeno begrenzt. Der Hauptort Sansahuari befindet sich an der Fernstraße E10 (Nueva Loja–Puerto El Carmen de Putumayo) knapp 45 km westlich vom Kantonshauptort Puerto del Carmen del Putumayo.
Die Parroquia Sansahuari grenzt im Nordosten und im Osten an die Parroquia Palma Roja, im Südosten an die Parroquia Puerto Bolívar, im Süden an die Parroquias Cuyabeno und Tarapoa (beide im Kanton Cuyabeno) sowie im Westen an die Parroquia Pacayacu (Kanton Lago Agrio).

## Orte und Siedlungen
In der Parroquia gibt es folgende Comunidades: El Equinoccio, La Calumeña, 16 de Abril, Unión Nacional, Amazonas, Brisas del Cuyabeno, Nueva Esperanza, Sansahuari, Mayancha, Tipishca, Virgen del Cisne, Virgen del Huayco, Espiritu Noteno, Nueve de Octubre, Voluntad de Dios und Simón Bolívar. 

## Geschichte
Die Parroquia Sansahuari wurde am 23. Januar 2019 mittels Registro Oficial N° 412 gegründet. Zuvor gehörte das Gebiet zur Parroquia Palma Roja.